# Überwachungs-, Verifikations- und Inspektionskommission der Vereinten Nationen
Die United Nations Monitoring, Verification and Inspection Commission (UNMOVIC) bedeutet, wörtlich übersetzt, „Kommission der Vereinten Nationen für Überwachung, Überprüfung und Inspektion“.
Am 17. Dezember 1999 beschloss der UN-Sicherheitsrat in seiner Resolution 1284 die Gründung der UNMOVIC und im März 2000 nahm Hans Blix, der als ihr Leiter bestimmt wurde, seine Arbeit auf. Die Zielsetzung der neuen Kommission bestand darin, in Zusammenarbeit mit der Internationalen Atomenergie-Organisation (IAEO) sicherzustellen, dass der Irak über keine Massenvernichtungswaffen mehr verfügte. Das Hauptaugenmerk von Blix' Inspektionsteams sollte dabei auf der Suche nach biologischen und chemischen Waffen, das der IAEO auf der nach Kernwaffen liegen. Die Schaffung einer neuen Kommission war nötig geworden, nachdem in verschiedenen US-Medien das Gerücht aufgekommen war, der Vorläufer der UNMOVIC, die UNSCOM, sei von Geheimdienstmitarbeitern verschiedener Länder, vorrangig denen der USA, unterwandert worden und habe somit seine Neutralität verloren.
Während der Inspektionen der UNMOVIC vom 27. November 2002, als der Irak der Wiederaufnahme von Waffeninspektionen zugestimmt hatte, bis zum 18. März 2003 wurden von ihr keinerlei Massenvernichtungswaffen im Irak entdeckt. Hingegen wurden unter Aufsicht der Kommission etwa 70 Raketen des Typs Al-Samoud-2 vernichtet, deren Reichweite die vom UN-Sicherheitsrat festgelegte Höchstgrenze überstieg.
Die Regierungen der USA, Großbritanniens und Spaniens behaupteten jedoch, der Irak habe seine Massenvernichtungswaffen nicht vollständig – wie von der irakischen Regierung behauptet – nach dem zweiten Golfkrieg vernichtet, bzw. die Programme zu deren Erlangung weitergeführt. Belege für diese Beschuldigungen wurden nicht erbracht, in die Öffentlichkeit gerieten Belege über einen angeblich versuchten Kauf von Uranoxid aus dem Niger, die sich als offensichtlich gefälscht herausstellten. Der britische Geheimdienst veröffentlichte Informationen zu den angeblichen irakischen Massenvernichtungswaffen, die veraltet waren und aus einem Artikel eines Studenten stammten. Die USA gründeten eine neue Abteilung im Pentagon (Office of Special Plans), die entsprechende Informationen besorgen sollte.
Unmittelbar vor dem Angriff der Koalitionstruppen gegen den Irak wurden die Inspekteure der UNMOVIC am 18. März 2003 auf Anraten der USA aus dem Irak abgezogen. Ohne eindeutige Autorisierung des UN-Sicherheitsrats begannen die Streitkräfte der „Koalition der Willigen“ am 20. März 2003 mit dem Einmarsch in den Irak. Es kam zum dritten Golfkrieg.
Hans Blix trat nach dem Einmarsch am 30. Juni 2003 von seinem Amt zurück, zum Nachfolger ernannte UN-Generalsekretär Kofi Annan den bisherigen Stellvertreter Dimitris Perrikos.
Auch nach der Invasion wurde intensiv nach Massenvernichtungswaffen im Irak gesucht; diese Suche wurde eingestellt, nachdem auch die US-Regierung eingestehen musste, dass solche Waffen offenbar nicht existierten.
Im Juni 2006 veröffentlichte die UNMOVIC vorab eine 69-seitige Zusammenfassung ihres ausführlichen Kompendiums zu den Waffenprogrammen des Irak. Das Kompendium war zu dieser Zeit schon erarbeitet und lag in fünf Bänden mit insgesamt 1500 Seiten vor, enthielt aber noch sensible Informationen beispielsweise zur Waffentechnik oder zu beteiligten Firmen und Geschäftsbeziehungen, von deren Veröffentlichung die Waffenprogramme anderer Länder hätten profitieren können. Am 27. Juni 2007 veröffentlichte die UNMOVIC das bereinigte Kompendium, eine Dokumentation der in den vergangenen Jahren gewonnenen Erkenntnisse. Nach dem Bericht durch Perrikos erklärte der Sicherheitsrat am 29. Juni 2007 durch Resolution 1762(2007) das Mandat der UNMOVIC für beendet.